# Vandread
Vandread (jap. ヴァンドレッド Vandoreddo) – anime science fiction opierające się na walce mechów, statków kosmicznych oraz dużej dawce humoru. Jest to także opowieść o stosunkach między kobietami a mężczyznami, zwalczaniu własnych słabości, przyjaźni oraz dorastaniu emocjonalnym. Można znaleźć także wątek miłosny rozwijający się w miarę postępu wydarzeń.
Zbudowana jest z dwóch trzynastoodcinkowych serii (1st Stage oraz 2nd Stage). Oraz dwóch odcinków OAV będących recapem obu serii (Taidouchen oraz Gekitouchen).

## Fabuła
Daleko w przyszłości od paru pokoleń toczy się zacięta bitwa pomiędzy dwiema planetami. Jedna o nazwie Tarak jest zamieszkiwana przez mężczyzn a druga o nazwie Mejere przez kobiety. Kampania propagandowa przywódców obu nacji doprowadziła do eskalacji wymiaru zagrożenia ze strony przeciwnej płci, w oczach zwykłych mieszkańców i żołnierzy obu planet. Płeć przeciwna jest przedstawiana jako potwory jedzące wnętrzności swoich przeciwników!
W samo serce działań wojennych dostaje się pewien impulsywny młodzieniec, znajdujący się na nowo odrestaurowanym statku wojennym „Ikazuki”. Hibiki Tokai znalazł się tam przez swoją lekkomyślność i musiał ciężko to odpokutować. Na frachtowiec Imperium Tarak zostaje przypuszczony atak przez grupę kobiet piratów. Statek szybko przechodzi w ich ręce na co nie może zgodzić się dowódca tarakiańskiej floty który postanawia go zniszczyć. W momencie gdy torpedy miały zniszczyć frachtowiec, tajemnicze źródło jego zasilania uaktywniło się i przetransportowało flotę kobiet razem z Ikazukim i trzema mężczyznami na pokładzie, gdzieś daleko w głąb galaktyki. Teraz obie strony muszą połączyć swoje siły w walce o przetrwanie z nowym przeciwnikiem i odnaleźć drogę do domu. Podczas ich podróży, odkrywają jednak pewną straszliwą prawdę która odmieni stosunki pomiędzy dwiema stronami. Jaką rolę ma w tym źródło zasilania „Pexis”?

## Postacie
- Hibiki Tokai – ma ok. 16 lat, został on wychowany przez osobę z pierwszej generacji, którą nazywa „dziadkiem”. Poszukuje on celu swego życia po tym, jak Pexis się z nim skontaktował pierwszy raz. Jest porywczy i daje się ponieść emocjom (szczególnie denerwuje go Dita, na którą to zwykle krzyczy). Pilotuje on Vanguard’a - Bangata’ę ulepszonego przez Pexis. Na końcu drugiej serii, okazuje się, że jest on z pierwszej generacji, a jego rodzicami są przywódca Tarraku (potocznie Dziadek) i przywódcy Mejele (potocznie Babcia). Był zahibernowany i przebudził się, 14 lat, przed wydarzeniami z anime.
- Dita – ma ok. 16 lat, jest fanką UFO. Przy pierwszym spotkaniu z Hibikim, sądzi że jest on obcym, ponieważ nigdy wcześniej nie widziała mężczyzny, więc mówi mu „Obcy-san”. Jest nim mówiąc krótko zafascynowana co budzi w niej później głębsze uczucie, więc pragnie być z nim zawsze i wszędzie, ukazane jest to wtedy, gdy Misty całuje Hibikiego lub gdy ta karmi go kanapkami, co wywołuje u niej zazdrość. Pilotuje on Dred’a ulepszonego przez Pexis.
- Meia – lider pilotów dread’ów, jest twarda i nieustępliwa, uważa mężczyzn za wrogów, jednak kiedy Hibiki ratuje jej życie (z czego nie jest zadowolona) zmienia zdanie. Ma za sobą tragiczną przeszłość, a przestrogą która jej o tym przypomina jest coś w rodzaju ozdoby na głowie (był to prezent od jej ohma’y dla jej fama’y, ale wzięła to, bo uważała, że lepiej w tym wygląda). Pilotuje ona dread’a ulepszonego przez Pexis.
- Jura – jest to długowłosa blondynka, która myśli tylko o sobie, chce zawsze błyszczeć, gdy dowiaduje się, że kobiety i mężczyźni żyli kiedyś razem, zapragnęła mieć dziecko z mężczyzną. Pilotuje ona dread’a ulepszonego przez Pexis.
- Barnetto – pilot dreada, jest silna ale i impulsywna, lubi broń starego typu (czyli takie jakich my używamy teraz), ma ich pokaźną kolekcję jak CKM lub pistolet Coliko. Po rzekomej śmierci Gaskogne, przejmuje dowodzenie nad grupą wspomagającą pilotów Nirvany.
- Szef piratów pani Maguno – jest starszą kobietą obdarzoną wielką wiedzą, założyła ona piracki interes po tym jak straciła dom, należy ona do pierwszej generacji i mówi ona do dziadka Hibikiego „wujku Jin”, co może znaczyć, że ona i Hibiki mogą być rodzeństwem ponieważ Jin mówi do Dziadka „bracie”.
- BC – jest zastępcą dowódcy na statku, ma sporą wiedzę o mężczyznach. Bart jest w niej zakochany. Pod koniec „second stage” dowiadujemy się, że w rzeczywistości jest mężczyzną, który był szpiegiem w szeregach kobiet. To ona wymyśla nazwę dla połączonych statków.
- Bart – pilot „Nirvany” z przypadku (zostaje wybrany z przypadku przez Pexis), na początku jest mocny tylko w gębie. W „second stage” chcąc chronić planetę na której przebywała jego chora dopiero co poznana przyjaciółka 10-letnia Shirley – jak to powiedział Hibiki – pokazuje swoją męskość i uruchamia po raz pierwszy uzbrojenie „Nirwany”.

## Jednostki powstałe przez aktywacje Pexis
Po połączeniu statków tworzących Nirwanę, ulepszeniu uległy także vanguard Hibikiego i dready Dita’y, Meia’i i Jura’y. Polega to na tym że vanguard i jeden z dreadów się łączą tworząc potężnego Vandreada. Nazwa vandreada, mówi nam z czyim dreadem połączył się vanguard Hibikiego.
- Nirvana – powstaje z połączenia Ikazuchi i statku piratek. Może strzelać pociskami, które wymijają sojuszników i atakują tylko wroga.
- Vandread Dita – wielki niebieski robot, posiadający dużą siłę ognia. Strzela z wielkich działo- silników, mogą one służyć też jako broń do walki w zwarciu, ostrza na ramionach lub lanca.
- Vandread Meia – wyglądem przypomina białego sokoła, jego atutem jest wielka prędkość.
- Vandread Jura – wyglądem przypomina czerwonego kraba, posiada potężne pole siłowe trudne do pokonania, może nim ochornić nawet całą planetę, pole to też zostało wykorzystane do utrzymania atmosfery na planecie.
- Super Vandread – powstaje on z połączenia Vanguarda, trzech Dreadów i Pyoro. Jest to, wielki biały robot posiadający możliwości trzech Vandread’ów (oczywiście odpowiednio potężniejsze). Posiada do tego miecz, który tworzy z własnego Pexis, wyjmując go z ramienia.